# Тьягу Джало
Тьягу Емануел Ембало Джало (порт. Tiago Emanuel Embalo Djaló, IPA: [tiˈaɣu dʒɐˈlɔ]; 9 квітня 2000, Амадора) — португальський футболіст гвінея-бісауського походження, центральний захисник «Ювентуса». На умовах оренди виступає за «Порту».

## Клубна кар'єра

### «Спортінг»
Джало народився в Амадорі, в столичному районі Лісабона, у родині вихідців з Гвінеї-Бісау, і приєднався до академії місцевого «Спортінга» у 2013 році. 24 лютого 2018 року, ще будучи юніором, він дебютував у професійній Лізі Про за резервну команду «Спортінг Б», відігравши 74 хвилини в домашній грі проти «Академіки» (2:2). 11 квітня 2018 року Джало забив свій перший гол у другому дивізіоні, принісши своїй команді домашню нічию проти «Фамалікана» (1:1). Всього в сезоні 2017/18 провів за «Спортінг Б» 12 матчів та забив 1 м'яч, але за основну команду так і не дебютував.

### «Мілан»
У січні 2019 року Джало перейшов до італійського «Мілана», оскільки його контракт із «Спортингом» скоро закінчувався. Там Тьягу почав грати за молодіжну команду. У липні разом з іншими молодими гравцями команди його запросив тренуватися з першою командою новий тренер Марко Джампаоло. Свій єдиний матч за основну команду міланців він провів у товариському матчі з «Новарою», вийшовши на заміну в другому таймі.

### «Лілль»
1 серпня 2019 року Джало приєднався до французького «Лілля», уклавши п'ятирічний контракт за нерозголошену, але орієнтовну суму в розмірі 5 мільйонів євро. Десять днів по тому він дебютував у французькій Лізі 1, вийшовши в центрі оборони разом зі своїм співвітчизником Жозе Фонте в домашньому матчі проти «Нанта» (2:1). 23 жовтня він дебютував у Лізі чемпіонів УЄФА, відігравши 87 хвилин у матчі групового етапу проти «Валенсії» (1:1), також на домашньому «Стад П'єр-Моруа».
У сезоні 2020/21 Джало провів 17 матчів і допоміг своїй команді виграти національний чемпіонат вперше з 2011 року. 1 серпня він відіграв повний матч за Суперкубок Франції, і допоміг своїй команді з рахунком 1:0 виграти у «Парі Сен-Жермена» на стадіоні «Блумфілд» у Тель-Авіві, Ізраїль та здобути трофей. 6 листопада того ж року він забив свій перший гол у чемпіонаті, відзначившись у домашній грі проти «Анже» (1:1).
4 березня 2023 року, на початку гостьового матчу чемпіонату проти «Ланса», Джало отримав травму передньої хрестоподібної зв'язки, через що надовго вибув з гри і більше за клуб вже не зіграв. Загалом він провів 102 матчі у всіх змаганнях за «Лілль».

### «Ювентус»
22 січня 2024 року Джало повернувся в італійську Серію А, підписавши контракт з «Ювентусом» до червня 2026 року. Клуб заплатив за захисника суму в розмірі 3,6 мільйона євро, яка може зрости до 5,1 мільйона євро через бонуси.

## Виступи за збірну
На юнацькому рівні виступав за збірні Португалії до 17, до 18 та до 19 років. Його перший матч за молодіжну команду до 21 року відбувся 14 листопада 2019 року в товариській грі проти Словенії (0:0) в Ешторілі. З цією командою він став фіналістом молодіжного Євро-2021 року, але на поле на том турнірі так жодного разу і не вийшов.
21 березня 2022 року Джало отримав свій перший виклик до національної збірної після того, як Пепе отримав позитивний результат на COVID-19 перед плей-оф кваліфікації на чемпіонат світу 2022 року проти Туреччини, але на поле не виходив. У жовтні Джало потрапив до попереднього списку з 55 гравців для участі у турнірі, втім у фінальну заявку захисник так і не потрапив.

## Досягнення
«Лілль»
- Чемпіон Франції: 2020/21
- Володар Суперкубка Франції: 2021

«Ювентус»
- Володар Кубка Італії: 2023–24[24]